# Sandra Schwittau
Sandra Schwittau (* 28. Juli 1969 in München) ist eine deutsche Schauspielerin, Autorin, Synchronsprecherin sowie Hörspiel- und Hörbuchsprecherin.
Sie ist die deutsche Stimme u. a. von Bart Simpson, Noomi Rapace, Hilary Swank und Eva Mendes.

## Leben und Werke
Schwittau wurde am Lee Strasberg Theatre and Film Institute in New York und bei Sonja Prechtl in München ausgebildet.
Als Bühnenschauspielerin trat Schwittau unter anderem am „Jungen Theater“ in Göttingen auf. Seit 1979 übernimmt sie auch regelmäßig Synchronrollen. Eine der bekanntesten ist die Rolle des Bart Simpson aus der Trickserie Die Simpsons. Sie synchronisierte außerdem die Oscar-Preisträgerin Hilary Swank (z. B. in Boys Don’t Cry und Million Dollar Baby), Eva Mendes (z. B. in Hitch – Der Date Doktor), Renée Zellweger (z. B. in Unterwegs nach Cold Mountain), Helena Bonham Carter (in Fight Club), Jaye Davidson (in The Crying Game) oder Milla Jovovich (in Johanna von Orleans), sowie Claudia Black (in der Science-Fiction-Serie Farscape als Aeryn Sun). Mit der Hör-Aufnahme des japanischen Literaturklassikers „Das Jagdgewehr“ von Yasushi Inoue bewies sie sich erstmals auch in schwierigen und anspruchsvollen Genres. In dem Horrorfilm It stains the sands red des Regisseurs Colin Minihan von 2016 spricht Schwittau die weibliche Hauptfigur, die quer durch eine Wüste unter sengender Sonne bei Las Vegas von einem blutdurstigen und fleischhungrigen Zombie verfolgt wird, mit dem sie jedoch bald Freundschaft schließt. Verkörpert wird die Hauptfigur von Schauspielerin Brittany Allen.
Schwittau lebt in München, ist verheiratet und Mutter eines Sohnes und einer Tochter. Gemeinsam mit ihrem Mann betreibt sie den Concept Store Schwittenberg in der Innenstadt von München.

## Synchronrollen (Auswahl)
Eva Mendes
- 2002: All About the Money als Gina
- 2003: 2 Fast 2 Furious als Monica Fuentes
- 2005: Hitch – Der Date Doktor als Sara Melas
- 2006: Felix 2 – Der Hase und die verflixte Zeitmaschine als Leif
- 2007: Cleaner – Sein Geschäft ist der Tod als Ann Norcut
- 2007: Ghost Rider als Roxanne Simpson
- 2007: Helden der Nacht – We Own the Night als Amada Juarez
- 2007: Live! als Katy
- 2008: The Spirit als Sand Saref
- 2008: The Women – Von großen und kleinen Affären als Crystal Allen
- 2009: Bad Lieutenant – Cop ohne Gewissen als Frankie Donnenfeld
- 2010: Die etwas anderen Cops als Dr. Sheila Gamble
- 2010: Last Night als Laura
- 2011: Fast & Furious Five als Monica Fuentes
- 2012: The Place Beyond the Pines als Romina
- 2014: Lost River als Cat

Hilary Swank
- 1999: Boys Don’t Cry als Teena Brandon / Brandon Teena
- 2000: The Gift – Die dunkle Gabe als Valerie Barksdale
- 2002: Insomnia – Schlaflos als Ellie Burr
- 2003: 11:14 – Dein Date mit dem Schicksal kann tödlich sein als Buzzy
- 2004: Alice Paul – Der Weg ins Licht als Alice Paul
- 2004: Million Dollar Baby als Maggie Fitzgerald
- 2006: Black Dahlia als Madeleine Linscott
- 2007: Freedom Writers als Erin Gruwell
- 2007: P.S. Ich liebe Dich als Holly Kennedy
- 2007: The Reaping – Die Boten der Apokalypse als Katherine Winter
- 2009: Amelia als Amelia Earhart
- 2010: Betty Anne Waters als Betty Anne Waters
- 2011: The Resident als Dr. Juliet Dermer
- 2011: Happy New Year als Claire Morgan
- 2013: Mary und Martha als Mary
- 2014: Das Glück an meiner Seite als Kate
- 2014: The Homesman als Mary Bee Cuddy
- 2017: Logan Lucky als Sarah Grayson
- 2019: I Am Mother als Women

Noomi Rapace
- 2009: Verblendung als Lisbeth Salander
- 2009: Verdammnis als Lisbeth Salander
- 2010: Bessere Zeiten als Leena
- 2010: Vergebung als Lisbeth Salander
- 2011: Babycall als Anna
- 2011: Sherlock Holmes – Spiel im Schatten als Madam Simza Heron
- 2013: Dead Man Down als Beatrice
- 2014: The Drop – Bargeld als Nadia
- 2015: Kind 44 als Raisa Demidov
- 2016: Rupture – Überwinde deine Ängste als Renee
- 2017: Unlocked – als Alice Racine
- 2017: What Happened to Monday? – als die Settman-Siebenlinge
- 2019: Angel of Mine als Lizzie Manning
- 2019: Close – Dem Feind zu nah als Sam Carlson
- 2021: Lamb
- 2022: Operation Schwarze Krabbe als Caroline Edh

Viola Davis
- 2008: Glaubensfrage als Mrs. Miller
- 2011: The Help als Aibileen Clark
- 2012: Um Klassen besser als Nona Alberts
- 2013: Beautiful Creatures – Eine unsterbliche Liebe als Amma
- 2013: Ender’s Game – Das große Spiel als Major Gwen Anderson
- 2014: Das Verschwinden der Eleanor Rigby als Professor Lillian Friedman

Béatrice Dalle
- 1997: Blackout als Annie
- 2002: Flucht durch den Dschungel als Monica
- 2003: Wolfzeit als Lise Brandt
- 2007: Inside als Die Frau

Fairuza Balk
- 1996: DNA – Die Insel des Dr. Moreau als Aissa
- 1996: Der Hexenclub als Nancy Downs
- 1998: Böse Mädchen kommen in den Himmel als Mona
- 2020: Blumhouse’s Der Hexenclub als Nancy Downs

Kerry Washington
- 2005: Fantastic Four als Alicia Masters
- 2005: Mr. & Mrs. Smith als Jasmine
- 2007: Fantastic Four: Rise of the Silver Surfer als Alicia Masters

Nancy Cartwright
- seit 1991: Die Simpsons als Bart Simpson
- 2007: Die Simpsons – Der Film als Bart Simpson

Marianne Jean-Baptiste
- 1996: Lügen und Geheimnisse als Hortense Cumberbatch
- 2000: The Cell als Dr. Miriam Kent

Jennifer Tilly
- 1996: Bound – Gefesselt als Violet
- 2004: Saint Ralph als Schwester Alice

Rachel Griffiths
- 1997: Die Hochzeit meines besten Freundes als Samantha Newhouse
- 1999: Mein Leben auf zwei Wegen als Pamela Drury

Regina Hall
- 1998–2003: Ally McBeal als Corretta Lipp
- 2013: Law & Order: LA als Deputy D.A. Evelyn Price

Jenna Elfman
- 2000: Glauben ist alles! als Anna Riley
- 2001: Stadt, Land, Kuss als Auburn

Renée Zellweger
- 2000: Nurse Betty als Betty Sizemore
- 2003: Unterwegs nach Cold Mountain als Ruby Thewes

Chloë Sevigny
- 2000: Women Love Women als Amy
- 2006: Sisters – Tödliche Schwestern als Grace Collier

Rosario Dawson
- 2002: Pluto Nash – Im Kampf gegen die Mondmafia als Dina Lake
- 2003: Welcome to the Jungle als Mariana

Yvette Nicole Brown
- 2005–2008: Drake & Josh als Helen Dubois
- 2012–2015: Community als Shirley Bennett

Theresa Randle
- 2006: Die Jagd auf Eagle One als Capt. Amy Jennings
- 2006: Die Jagd auf Eagle One: Crash Point als Capt. Amy Jennings

Zoë Bell
- 2007: Grindhouse: Death Proof als Zoë Bell
- 2011: Angel of Death als Eve

Lisa Berry
- 2011: Tage der Unschuld als Stella Marz
- 2013: Be My Valentine als Wendy Clark

### Filme
- 1998: Für Meredith Scott Lynn in Der König der Löwen 2 – Simbas Königreich als Vitani
- 1998: Für Pamela Adlon in Alles nur Sex als Jenn
- 1999: Für Nia Long in Stigmata als Donna Chadway
- 1999: Für Ara Celi in American Beauty als 1. Hausinteressentin
- 2000: Für Björk in Dancer in the Dark als Selma
- 2001: Für Nona Gaye in Ali als Belinda Ali
- 2006: Für Mo’Nique in Bierfest als Cherry
- 2010: Für Jenifer Lewis in Hereafter – Das Leben danach als Candace
- 2015: Für Daviena McFadden in Wild Card als Millicent
- 2016: Für Taraji P. Henson in Hidden Figures – Unerkannte Heldinnen als Katherine Johnson
- 2017: in Ritter Rost 2 – Das Schrottkomplott als Geist
- 2019: Für Tiffany Haddish in The LEGO Movie 2 als Königin Wasimma Si-Willi

### Serien
- 1990: Für Richard Dempsey in Die Chroniken von Narnia: Der König von Narnia als Peter Pevensie
- 1991–1994: Für Christine Elise in Beverly Hills, 90210 als Emily Valentine
- 1999–2003: Für Claudia Black in Farscape als Aeryn Sun
- 2009–2012: Für Veerle Baetens in Code 37 als Hannah Maes
- 2018: Für Amirah Vann in How to Get Away with Murder als Tegan Price
- 2018–2021: Für Retta in Good Girls als Ruby Hill

### Video- und Computerspiele
| Titel                                       | Figur                 |
| ------------------------------------------- | --------------------- |
| Sam & Max Hit the Road (1993)               | Max                   |
| Tarzan (1999)                               | Terk                  |
| TKKG 7 – Wer stoppt den Feuerteufel? (2000) | Frau Pantel           |
| Simpsons Skateboarding (2002)               | Bart Simpson          |
| The Simpsons Hit & Run (2003)               | Bart Simpson          |
| Psychonauts (2006)                          | Razputin „Raz“ Aquato |
| Sam & Max: Season One (2007)                | Max                   |
| Die Simpsons – Das Spiel (2007)             | Bart Simpson          |
| Sacred 2: Fallen Angel (2008)               | Hochelfe              |
| Torchlight (2009)                           | Syl                   |
| Sam & Max: Im Theater des Teufels (2011)    | Max                   |
| Blacklist (2013)                            | Als Reven Wright      |
| Rage 2 (2019)                               | Walker                |

## Hörbücher (Auswahl)
- 2003: Das Krankmännchen
- 2003: 50 Jahre der Ewigkeit
- 2004: Das Geheimnis von Bahnsteig 13
- 2005: Kleine Hexe Billerbix
- 2005: Das Jagdgewehr
- 2005: Schwarze Spuren
- 2005: Maia oder Als Miss Minton ihr Korsett in den Amazonas warf
- 2007: Die Simpsons und die Philosophie
- 2009: Farben der Schuld von Gisa Klönne (Hörbuch Hamburg)
- 2010: Chilischarfes Teufelszeug
- 2011: Kein Kuss unter dieser Nummer von Sophie Kinsella
- 2011: Das Panik-Hörbuch – Warum wir im Dunkeln Angst haben und Spinnen gruselig sind (Glenn Murphy)
- 2013: Untot von Kirsty McKay (Silberfisch bei Hörbuch Hamburg)
- 2014: Das Hochzeitsversprechen von Sophie Kinsella (gemeinsam mit Norbert Gastell & Nana Spier), der Hörverlag, ISBN 978-3-8445-1184-0
- 2015: Scheiß auf die anderen – Sich nicht verbiegen lassen und mehr vom Leben haben (Rebecca Niazi-Shahabi)
- 2020: Jigsaw Man: Im Zeichen des Killers von Nadine Matheson, Lübbe Audio, ISBN 978-3-7857-8090-9
- 2021: Wieder fliegen lernen: Meine Geschichte von Samantha Bloom, Cameron Bloom & Bradley Trevor Greive, der Hörverlag, ISBN 978-3-8445-4486-2
- 2022: Jigsaw Man – Der tote Priester von Nadine Matheson, Lübbe Audio, ISBN 978-3-8387-9726-7 (Hörbuch-Download)

## Hörspiele
- 2003: Das Geheimnis der verborgenen Insel
- 2003: Perloo – König der Montmer (Kinderhörspiel des SWR) als Luca
- 2006: Barfuß durch Hiroshima (WDR und DeutschlandRadio Kultur Hörspiel, von Keiji Nakazawa / half past selber schuld als Gen Nakaoka)
- 2007: Pater Brown (Maritim), u. a. in Folge 7 Das Paradies der Diebe als Ethal Harrogate und in Folge 8 Die falsche Form als Mrs. Alice Quinton
- 2007: Jules Verne – Die Propeller-Insel (Andreas Masuth) als Cecille Hawkins
- 2007, 2008, 2022: Planet Eden (Serie, Andreas Masuth) als Justine
- 2009: Der Wundersame Lord Atherton (Teil 5, Andreas Masuth) als Dr. Ryg Spook
- 2009: Kurier Preston Aberdeen (Folge 3: Eil-Couvert für LZ 127) als Miss Nellie McKay
- 2010: John Sinclair – Zombies in Manhattan (Lübbe) als Mary Goodman
- 2010: Sherlock Holmes – Die Thor-Brücke als Maria Gibson
- 2015: Danger – Das Ding aus der Tiefe als Swetlana Kapinski
- 2016: John Sinclair – Die Träne des Teufels (Lübbe) als Wikka
- 2017: Blood Red Sandman (Wolfy-Office) als Dr. Sahlmann[5]
- 2022: Elena Ferrante: Neapolitanische Saga (15h 30min, Die Hörspiele – Meine geniale Freundin – Die Geschichte eines neuen Namens – Die Geschichte der getrennten Wege – Die Geschichte des verlorenen Kindes) Rolle: Mutter Carracci – Bearbeitung und Regie: Martin Heindel, Komposition: Ulrike Haage (als Podcast/Download im BR Hörspiel Pool)[6]
- 2022: Die drei ??? – Die Schwingen des Unheils[7]
- 2023: MacBeth (Wolfy-Office) als Hekate[8]

## Voice Over / Off-Stimme (Auswahl)
- 2024: Alien – Meisterwerk aus dem Weltraum (54-minütige Fernsehdokumentation von Anne Cutaia und Sophie Peyrard, ARTE)[9]

## Filmografie
- 1997: Tatort: Liebe, Sex, Tod
- 1997: Solo für Sudmann (Fernsehserie, 1 Folge)